# Foucarmont
Foucarmont – miejscowość i gmina we Francji, w regionie Normandia, w departamencie Sekwana Nadmorska.
Według danych na rok 1990 gminę zamieszkiwały 993 osoby, a gęstość zaludnienia wynosiła 136 osób/km² (wśród 1421 gmin Górnej Normandii Foucarmont plasuje się na 240. miejscu pod względem liczby ludności, natomiast pod względem powierzchni na miejscu 515.).